# Mohamad Bitari
Mohamad Bitari (Damasc, 1990) és un poeta i traductor a l'àrab de Miquel Martí i Pol.

## Trajectòria
Fill de pares palestins, nascut al camp de refugiats de Iarmouk, al sud de Damasc, la primera detenció va ser al carrer. En plena nit, els serveis d'intel·ligència sirians el van segrestar. El 2013, en plena Guerra Civil siriana, Bitari va fugir de Síria amb un grup de periodistes i d'activistes després que els seus articles crítics amb el règim de Baixar al-Àssad el posessin en el punt de mira. El policia que els va ajudar a travessar la frontera va ser assassinat.
Bitari va trobar refugi com a asilat polític a Catalunya, on ha continuat escrivint i treballant com a traductor a l'àrab d'autors com Miquel Martí i Pol, Federico García Lorca, Miguel Hernández o Rafael Alberti. El 2019, va tenir cura de Jo soc vosaltres, sis poetes de Síria, una selecció de poemes bilingüe en àrab-català amb traducció de Margarida Castells i Criballés, coeditada per Godall, Pol·len i Sodepau, en què bateguen el dolor i l'enyor d'una terra en flames.